# Hexatoma (Eriocera) rufiventris
Hexatoma (Eriocera) rufiventris is een tweevleugelige uit de familie steltmuggen (Limoniidae). De soort komt voor in het Oriëntaals gebied.